# ولاد امرابط اكريمات الحجاج (مشتى الغالي)
ولاد امرابط اكريمات الحجاج هو دُوَّار يقع بجماعة زكوطة، إقليم سيدي قاسم، جهة الرباط سلا القنيطرة في المملكة المغربية. ينتمي الدوّار لمشيخة مشتى الغالي التي تضم 16 دوار. يقدر عدد سكانه بـ 282 نسمة حسب الإحصاء الرسمي للسكان والسكنى لسنة 2004.

## روابط خارجية
- البوابة الوطنية للجماعات الترابية
- المندوبية السامية للتخطيط